# コンピュータゲームのジャンル
コンピュータゲームのジャンルとは、コンピュータゲームを内容や操作方法、ゲーム機の種類などにより分類したジャンルである。
各ジャンルの分類方法に統一された基準はなく、各作品はサブジャンルを含め複数のジャンル定義に跨って分類される。個別の作品において各メーカーより明示されるゲームジャンルは、販売戦略の上で便宜的かつ慣例的に用いられるため、学術的分類とも消費者による分類とも異なったものになるが、それらを区別はできない。

## アクションゲーム

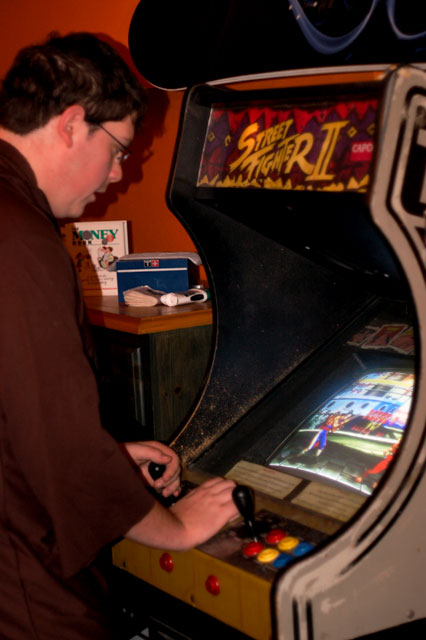
対戦格闘ゲーム『ストリートファイターII』（アーケード版）

よく見られる略記はACT。ACGとも。プレイヤーアバターであるキャラクターをコントローラーで操作し、ゲーム内でリアルタイムに起こる様々な課題や障害を攻略していくものの総称。
ドットイートゲーム
キャラクターを操作して敵の追跡から逃れつつ、ステージ上に点在する目標（旗など）を集めるゲーム。1980年代に多くのゲームが作られた。主なタイトルに『ヘッドオン』『パックマン』など。
プラットフォーム・ゲーム
三人称視点で、足場から足場へと飛び移ることが主なゲームプレイとなるもの。2Dでは『スーパーマリオブラザーズ』『魔界村』『悪魔城ドラキュラ』、3Dでは『スーパーマリオ64』『クラッシュ・バンディクー』『ラチェット&クランク』など。
ベルトスクロールアクションゲーム
ベルトフロアとも呼ばれる。『ダブルドラゴン』『ファイナルファイト』『ベア・ナックル』など。
対戦アクションゲーム
キャラクターを操作し、他のプレイヤーやコンピューターと戦うゲームである。キャラクターが用いる武器（戦い方）が多種多様であること、複雑なボタン入力が省かれ操作システムが簡略化されていることなどで対戦格闘ゲームと区別される。主なタイトルに『大乱闘スマッシュブラザーズシリーズ』や『ディシディア ファイナルファンタジー』など。
対戦型格闘ゲーム
よく見られる略記はFTG。主にキャラクター同士の一対一での格闘による対戦を行う。『ストリートファイターII』を切っ掛けに1990年代に世界中で流行した。主なタイトルに『ストリートファイターシリーズ』『ザ・キング・オブ・ファイターズシリーズ』『バーチャファイターシリーズ』『鉄拳シリーズ』『デッド オア アライブ シリーズ』など。格闘技モチーフが主流であるが、『サムライスピリッツ』シリーズや『ソウルキャリバー』シリーズなど武器格闘といった派生も存在する。
クライムアクションゲーム
操作キャラクターによって、ゲーム中で暴力、強盗などの犯罪が行えるアクションゲーム。システム面でアクションアドベンチャーゲームの要素を含むことも多い。欧米市場を中心とし、「違法行為」を扱っていることもあり、CEROの区分では多くがD（17才以上対象）やZ（18才以上のみ対象）に分類される。主なタイトルに『グランド・セフト・オートシリーズ』『龍が如くシリーズ』など。
ステルスゲーム
ゲーム目的達成の過程において、ゲーム進行を有利にする、あるいはゲームオーバーを避けるために、敵に発見されない行動を取ることが強く求められるデザインをされていることを示す呼称。主なタイトルに『メタルギアシリーズ』『アサシン クリードシリーズ』『ヒットマンシリーズ』など。
ハンティングアクション
目標を倒し、ミッションを完遂する事を目的とするゲームジャンルを指す。『モンスターハンターシリーズ』『ゴッドイーター』シリーズなど。
エンドレスランナー
ラン&ジャンプ、ランニングアクションとも。強制スクロールと自動生成がされるステージを走り抜け、制限時間内でのゴール地点への到達やアイテム回収などを目指す。サイドスクロールの他、一人称視点のものも。『Canabalt』など。

## ロールプレイングゲーム

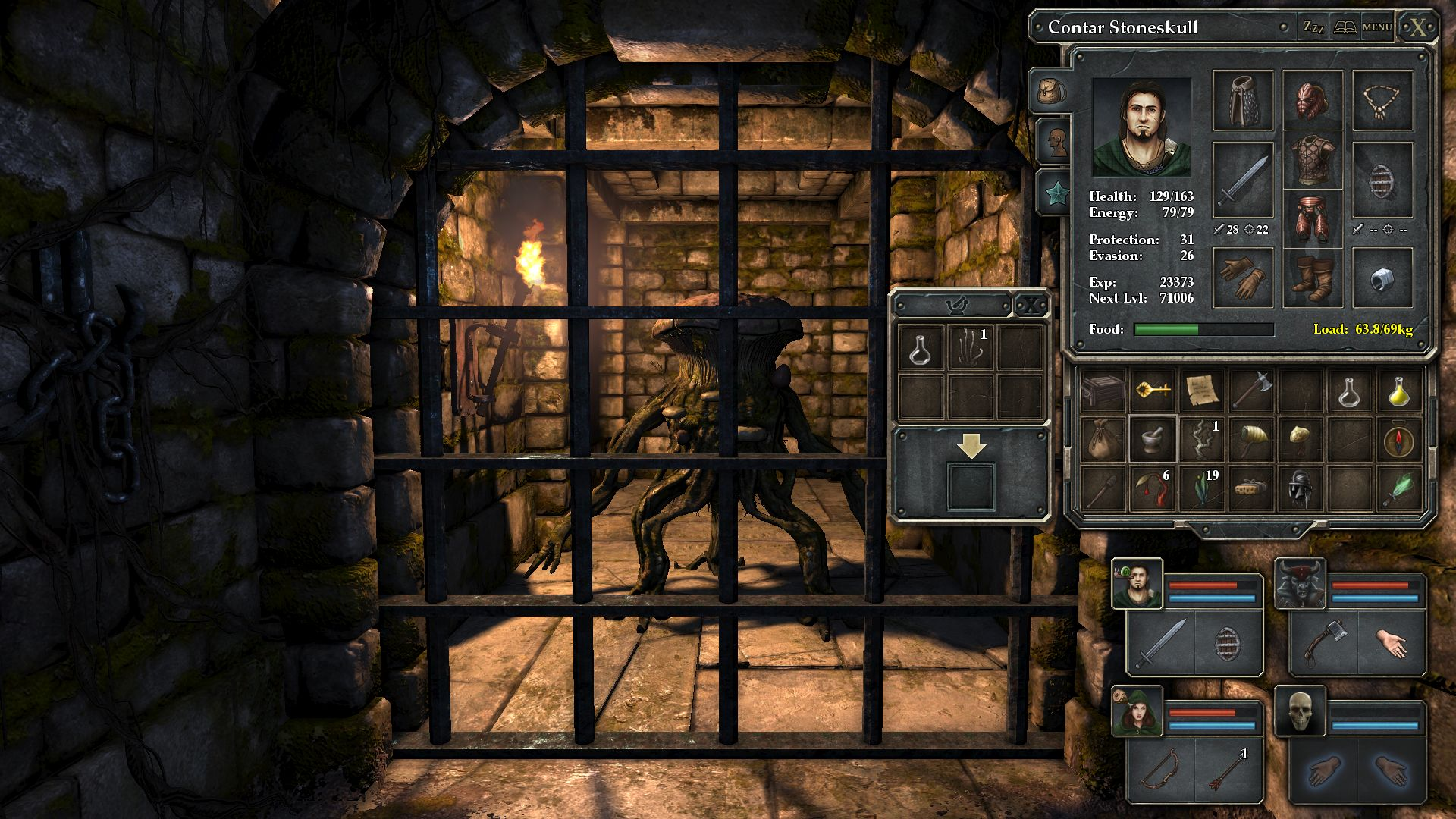
Legend of Grimrock

課題や障害を解決した報酬として得られる成長リソースの蓄積によってプレイヤーの操作キャラクターを強化し、行動の幅を広げながら用意された物語のエンディングを目指すことを主とするゲームジャンル。(Computer) Role-Playing Gameの頭文字からRPG(CRPG)と呼ばれ、メディアや世代によってはロープレの呼称も好まれる。『ダンジョンズ&ドラゴンズ』などのテーブルトークRPGをルーツに持ち、『ウィザードリィ』に代表される黎明期のコンピュータRPGがそれらから採用した数多くの引用や影響が後続にも継承された。特筆して日本製のRPGは、キャラクタードラマの重視と工夫されたバトル・成長システムを持つ独自に発展した分野として、JRPGと呼ばれ区別される場合がある。
3DダンジョンRPG
ハックアンドスラッシュ
ローグライクゲーム
ダンジョンRPG
MORPG
MOとはMulti-player Onlineの意。主なタイトルに『アラド戦記』『ファンタシースターオンライン』など。
MMORPG
MMOとはMassively Multiplayer Onlineの意。インターネットを利用した大規模多人数同時参加型のオンラインRPG。『ウルティマオンライン』や『エバークエスト』などをベースに発展した。主なタイトルに『ファイナルファンタジーXI』『ラグナロクオンライン』など。
カードバトルRPG
主に携帯端末などで遊ばれるF2Pのブラウザソーシャルゲームにおいて『ドラゴンコレクション』を切っ掛けに隆盛した。ゲーム中でカード形式で表わされるキャラクター群を、ガチャなどと呼称されるランダム排出の課金アイテムとして購入し、RPGの成長メカニクスに則った強化育成と小規模なデッキを編成し、数値比べなどで敵と対峙する。携帯端末の性能や客層、継続運営サービスがゆえにエンディングを設けにくい都合などを考慮し、グラフィックスやストーリーなどのフレーバーは軽いものに抑えられる傾向がある。『パズル&ドラゴンズ』が、ソーシャルプラットフォームから脱却したネイティブアプリによる表現のリッチ化、戦闘部分のゲーム性を換骨奪胎・複雑高度化させ、ゲームジャンルとしての多様性を獲得した。

## パズルゲーム

ペンシルパズル「お絵かきロジック」（GIFアニメ）

よく見られる略記はPZL。PUZとも。出された問題を考察と試行錯誤によって解くゲームである。各種ペンシルパズルをコンピュータゲームとして再現したものもある。
アクションパズル
パズルゲームにアクションゲームの要素を取り入れたゲーム。狭義にはパズルゲームに分類される。ゲーム中のキャラクターやパーツがプレイヤーの意思と関係なく動き、ある程度リアルタイムの操作を要求される。パズルゲームの多くが何らかのアクション性を持っており、このジャンルに属す。
落ち物パズル
アクションパズルの一種。主なタイトルに『テトリス』シリーズ、『ドクターマリオ』シリーズ、『ぷよぷよ』シリーズなど。
マッチ3ゲーム
アクションパズルの一種。主なタイトルに『Bejeweled』『パズル&ドラゴンズ』など。
ペンシルパズル
お絵かきロジック、数独（ナンバープレース）などが再現されたもの。
一人称パズル
『Portal』『The Witness』など。
マージゲーム
ふたつ以上の同種のアイテムを合成し、より価値の大きいものに作り変えることで進行していくゲーム。

## シミュレーションゲーム

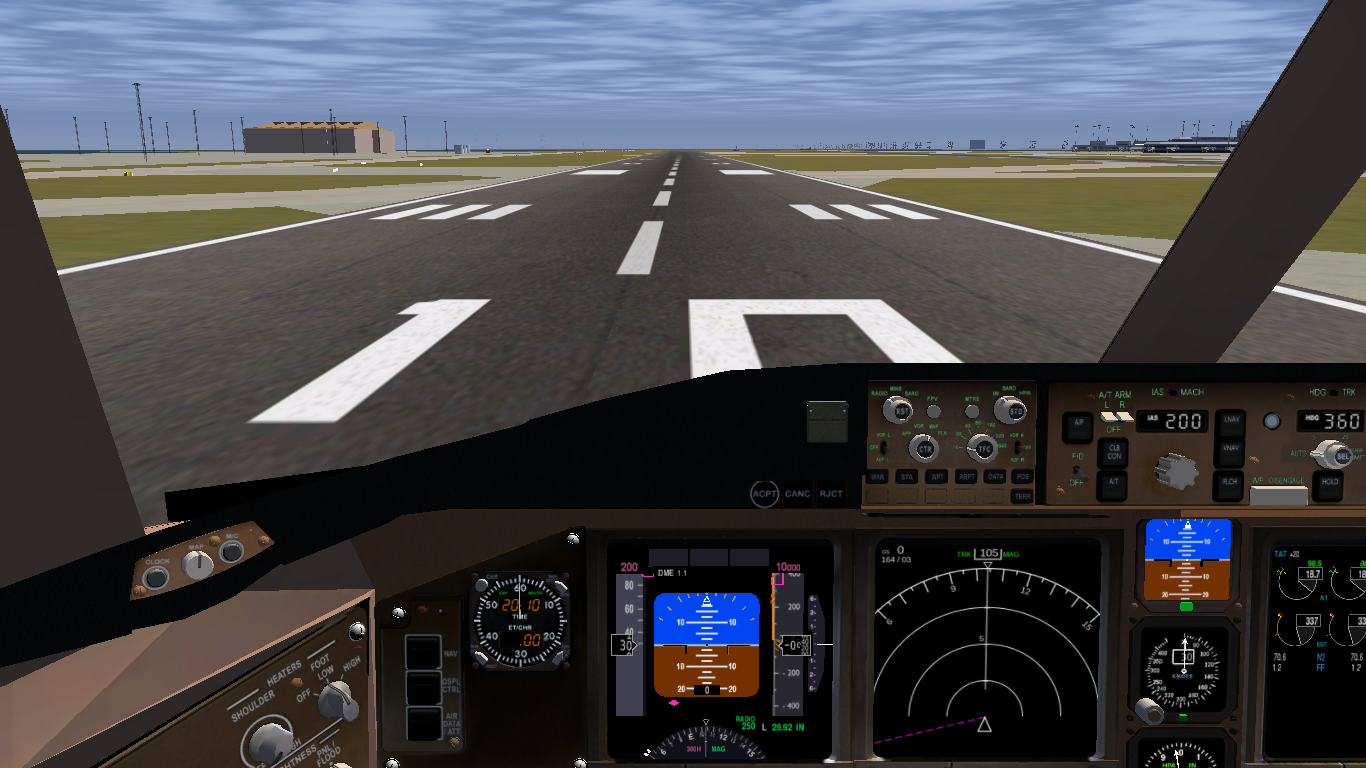
フライトシミュレーターゲームFlightGear

よく見られる略記はSLG。SIMとも。軍隊の司令官として自分のユニットを動かして相手のユニットを倒すものや、会社や組織の人間としてそれらを発展させていくものなど多様である。直接のアクション性を必要としない。
ストラテジーゲーム/ウォー・シミュレーションゲーム
主なタイトルに『大戦略シリーズ』『シヴィライゼーション』シリーズなど。
ターン制ストラテジー
リアルタイムストラテジー
よく見られる略記はRTS。
タワーディフェンス
マルチプレイヤーオンラインバトルアリーナ (MOBA)
4X
歴史シミュレーションゲーム
主なタイトルに『信長の野望シリーズ』『三國志シリーズ』『天下統一シリーズ』など。
経営シミュレーションゲーム
都市開発をシミュレーションしたゲーム。主なタイトルに『シムシティシリーズ』『A列車で行こうシリーズ』など。
育成シミュレーションゲーム
ミニスケープ
フライトシミュレーション
鉄道シミュレーター
ドライビングシミュレーター
ライディングシミュレーター
職ゲー

## アドベンチャーゲーム

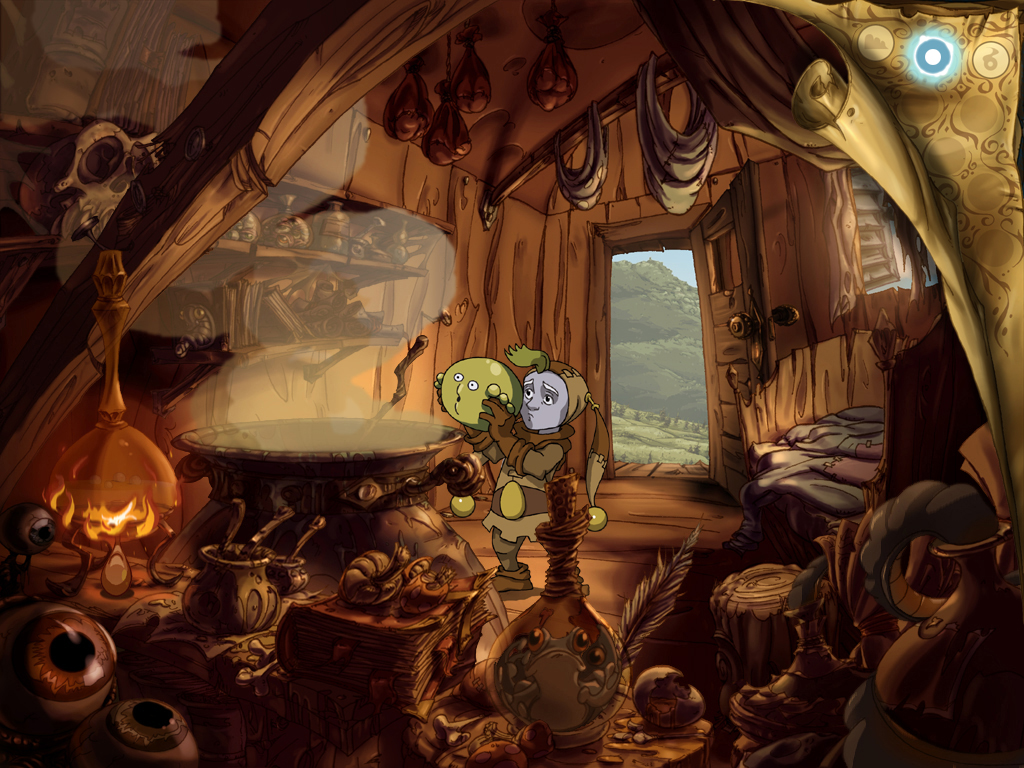
ポイント・アンド・クリックアドベンチャーゲーム The Whispered World (2009)

物語上に配置された謎を解くことが主なゲームプレイとなるジャンル。同じように物語消費に重点が置かれるRPGとは、成長リソースの蓄積に依る成長要素が無い（あるいは少ない）ことなどで区別される。略記としてADVの他、山下章によって創作されたAVGが普及している。他ジャンルにおいてもゲームデザインによる分類とは別に、人物のバストアップ絵や背景とセリフのテキストおよび音声を中心に表現される作劇部が用いられる場合、その部分をビジュアルノベルの表現文法からのアナロジーでアドベンチャーパートなどと呼称する向きがある。
インタラクティブフィクション
コマンド入力型アドベンチャーゲームの中でも、特に文字のみで表現されるもの。
グラフィックアドベンチャー
『ミステリーハウス』『デゼニランド』『ポートピア連続殺人事件』『マニアックマンション』など。
サウンドノベル
小説形式の物語を読み進めるうちに提示される選択肢による展開の変化を特徴とする。チュンソフトが『弟切草』によって打ち立てた同社のシリーズブランド。他に『かまいたちの夜』『街 〜運命の交差点〜』など。
ビジュアルノベル
小説や映像の要素を取り入れたアドベンチャーゲーム。leafのビジュアルノベルシリーズを語源とする。
脱出ゲーム

## シューティングゲーム

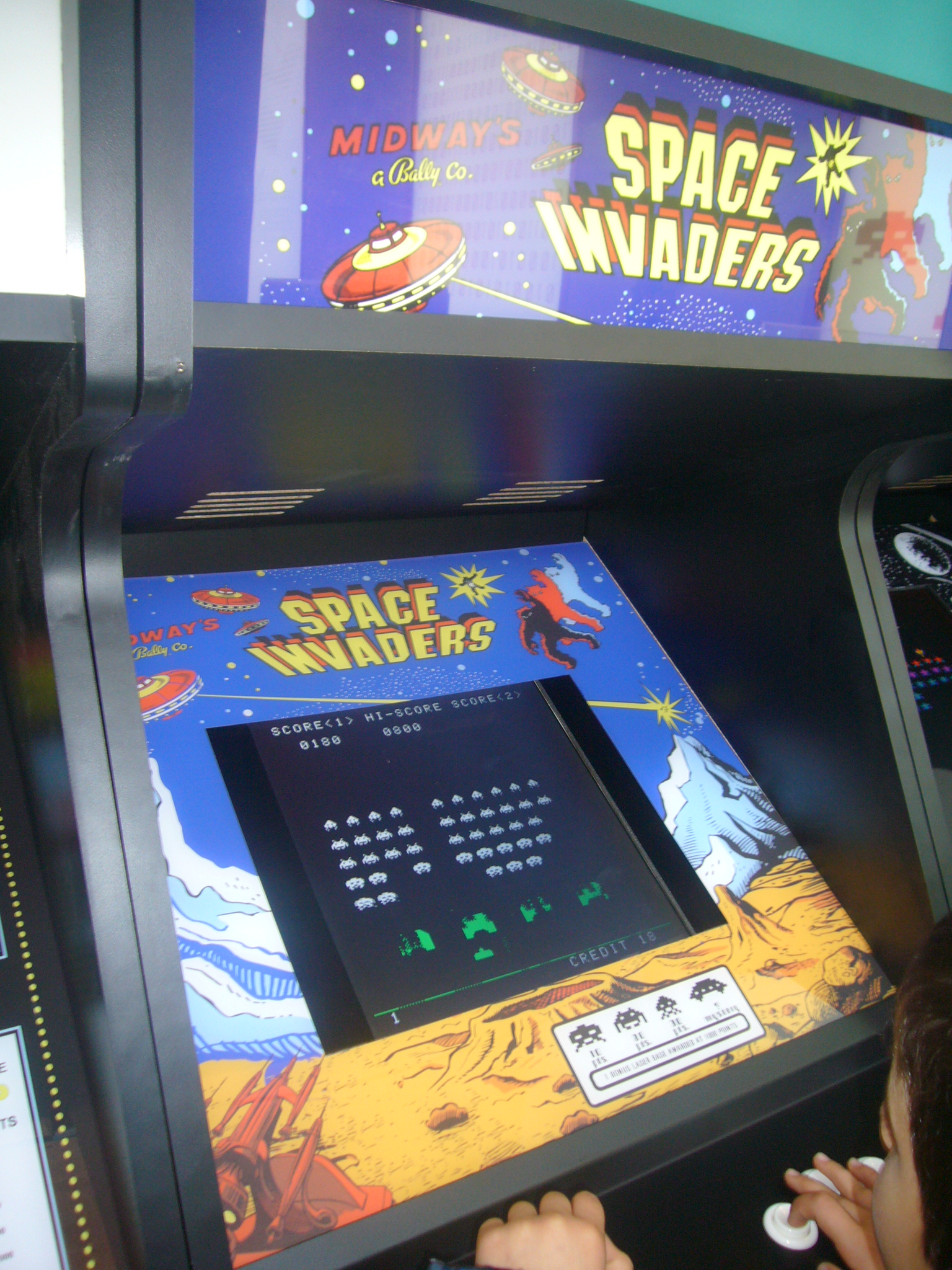
タイトー「スペースインベーダー」

よく見られる略記はSTG。SHTとも。銃のような射撃武器で敵や的を狙い撃つゲームの総称。避けて撃つというゲーム性を最もプリミティブなものだとする論説はよく用いられ、根本の仕組みが単純であることで、複雑なスコアシステムを楽しむ2DSTGや、より臨場性の強い状況体験を楽しむFPSなど発展の方向性も多様となった。
スクロールシューター
画面スクロール方式の違いでも区別される。『ゼビウス』『グラディウス』『ダライアス』『R-TYPE』など。
弾幕系シューティング
上記スクロールシューターのうち、主に敵弾などの膨大な攻撃量とそれを回避するゲーム性を特徴としたもの、主なタイトルに『「蜂」シリーズ』『東方シリーズ』など。
アクションシューティング
『魂斗羅シリーズ』や『重装機兵レイノス』などの、地形やプレイヤーアバターの操作にプラットフォーマーの特性を持つもの。TPSを示す場合も。
ガンシューティングゲーム
銃の形状を模した操作部を映像表示部に向け、半自動的に進行する主観視点画面に展開される状況を射撃によって解決する。『リーサルエンフォーサーズ』『ガンバレットシリーズ』『タイムクライシスシリーズ』『ザ・ハウス・オブ・ザ・デッドシリーズ』など。
ファーストパーソン・シューティングゲーム
よく見られる略記はFPS。3D空間の中を銃撃によって立ち回り、プレイヤーキャラクターの視点（一人称視点）にカメラがある。主なタイトルに『DOOM』『HALOシリーズ』『CALL OF DUTY』シリーズなど。
MMOFPS
MMOとはMassively Multiplayer Onlineの意。主なタイトルに『MASSIVE ACTION GAME』など。
サードパーソン・シューティングゲーム
よく見られる略記はTPS。三人称視点シューティングゲーム。FPSとは共通点こそ多いが、視点以外にもプレイヤーアバターである主人公の能力と移動を重視したデザイン、豊富なアクションとアニメーションが用意されるなどの違いが見られ、技術面では3Dプラットフォーマーと似る。主なタイトルに『スプラトゥーン』『フォートナイト』など。
フライトシューティング
『エースコンバットシリーズ』『エナジーエアフォース』など。

## スポーツゲーム
スポーツにおける試合や競技、あるいはクラブチーム経営や選手育成などを楽しむ。よく見られる略記はSPG、SPT。
プロレスゲーム
プロレスを題材としたゲーム。

## レースゲーム

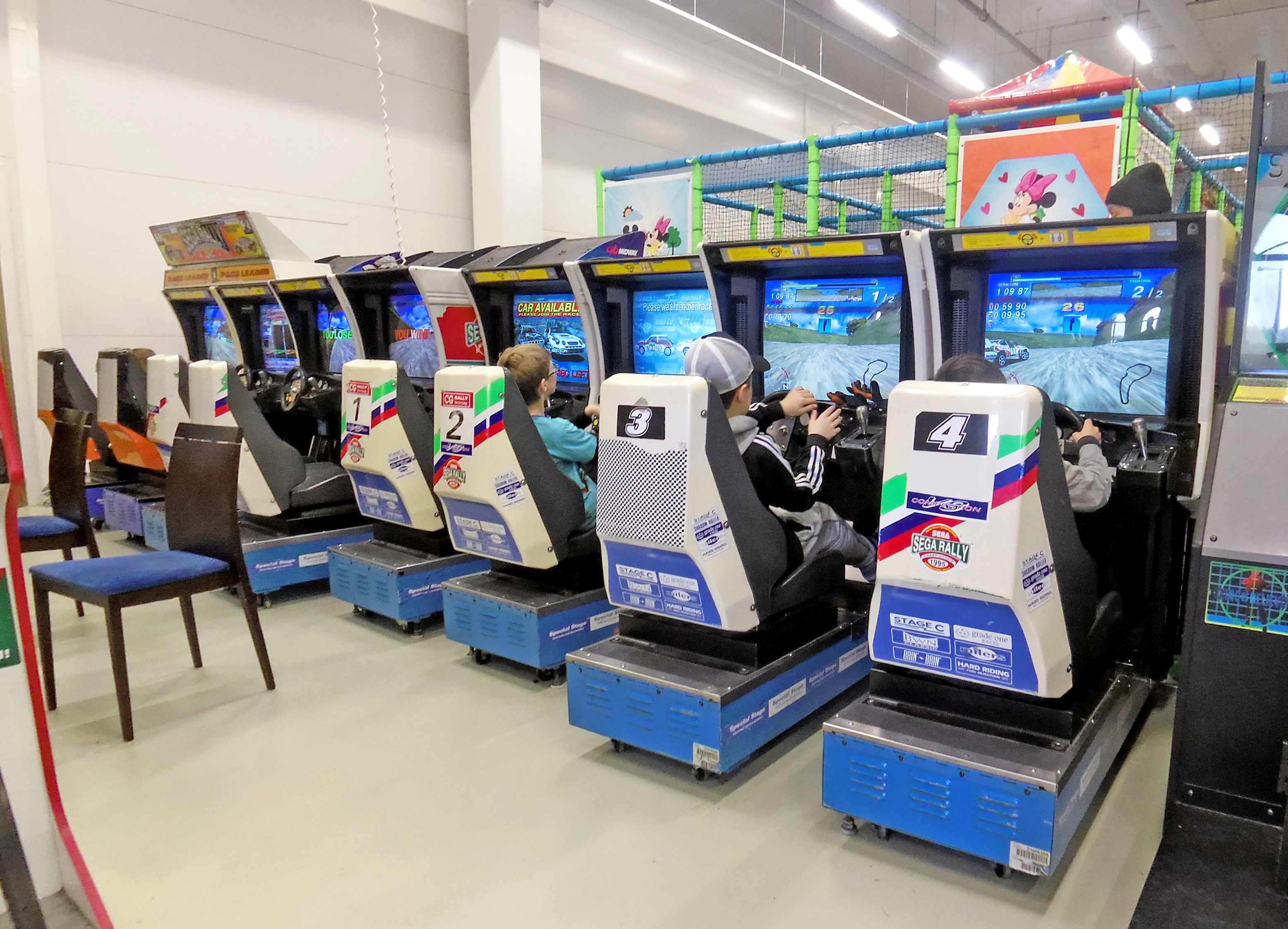
自動車を動かすアーケード版セガラリーでは、複数人が同時にプレイできる。

よく見られる略記はRCG。RCEとも。乗り物を操作し、他のプレイヤーやコンピューターとレースをするゲームである。操作する乗り物は自動車、オートバイ、架空の乗り物など多岐にわたる。主なタイトルに『マリオカートシリーズ』『グランツーリスモシリーズ』など。
レースシミュレーション

## 音楽ゲーム

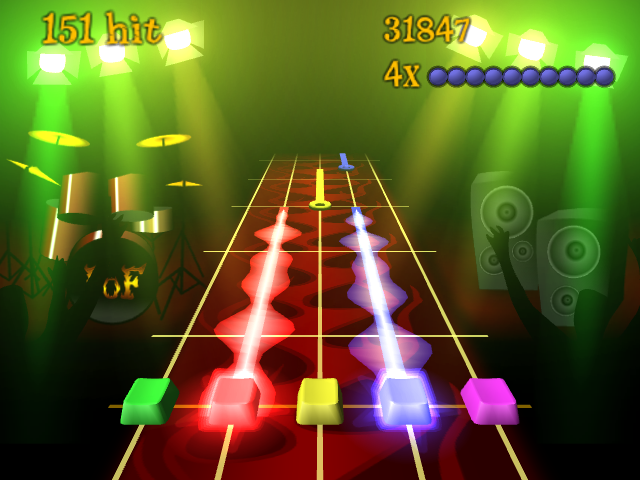
音楽に合わせた目印を目安に操作するFrets on Fire（GuitarFreaksやGuitar Heroのクローンゲーム）

リズムや音楽に合わせてボタンなどを操作するゲーム。ゲームによってアクションゲーム（リズムアクション）やシミュレーションゲーム（楽器シミュレーター）など他のジャンルの要素を含むため基本的に一つの独立したジャンルとして扱われる。主なタイトルに『BEMANIシリーズ』『リズム天国』『太鼓の達人』など。

## 複合ジャンル
アクションRPG
よく見られる略記はARPG。古典的なRPGの文法において、移動と戦闘が分割されず操作や判断に強いリアルタイム性を要求するものを、コマンド選択式のものと区別するように呼称された。主なタイトルに『イースシリーズ』『キングダム ハーツ シリーズ』など。
アクションアドベンチャーゲーム
よく見られる略記はAADV。AAVGとも。アクションゲームとアドベンチャーゲームを組み合わせたもの。主なタイトルに『ゼルダの伝説シリーズ』『バイオハザードシリーズ』など。
シミュレーションRPG
よく見られる略記はSRPG。ウォー・シミュレーションゲームとRPGを組み合わせたもの。明確なストーリーを持ち、戦闘面でウォー・シミュレーションの様式を取る。自分のユニット（駒）は消耗品でない場合がほとんどで生産・廃棄する要素はなく、成長あるいは強化することで継続して使っていくのが最大の特徴である。主なタイトルに『ファイアーエムブレムシリーズ』『スーパーロボット大戦シリーズ』『オウガバトルサーガ』など。